# Tuckerella
Ve công (tên khoa học Tuckerella) là một nhóm các loài ký sinh gây hại ở xứ nhiệt đới, chúng là loài gây hại cho các cây chanh cam. Đây là chi duy nhất trong họ Tuckerellidae. Tên gọi là ve công do nó có màu sắc cơ thể sặc sỡ. Chúng cũng có 5 đến 7 cặp lông cứng như roi dương lên phía sau để tự vệ chống loài săn mồi. Chúng là các loài ve tetranychoid.

## Loài
- Tuckerella anommata Smith-Meyer & Ueckermann, 1997 (Nam Phi)
- Tuckerella channabasavannai Mallik & Kumar, 1992 (vật chủ: Saraca indica; Andhra Pradesh)
- Tuckerella eloisae Servin & Otero, 1989 (vật chủ: Fouquieria diguetii; Mexico)
- Tuckerella filipina Corpuz-Raros, 2001 (là ký sinh của Hydnocarpus anthelmintica; Philippines)
- Tuckerella hainanensis Lin & Fu, 1997 (vật chủ: Coffea arabica; Hải Nam)
- Tuckerella jianfengensis Lin & Fu, 1997 (vật chủ: Annona muricata; Jianfengling)
- Tuckerella kumaonensis Gupta, 1979 (Ấn Độ)
- Tuckerella litoralis Collyer, 1969
- Tuckerella nilotica Zaher & Rasmy, 1970
- Tuckerella ornatus (Tucker, 1926)
- Tuckerella xiamenensis Lin, 1982 (host: Manilkara zapota)
- Tuckerella xinglongensis Lin-Yanmou & Fu-Yuegua, 1997 vật chủ: Polyscias fruticosa var. plumata (Araliaceae), Hải Nam)